# Tigers Are Not Afraid
Tigers Are Not Afraid (Vuelven) è un film del 2017 diretto da Issa López.
Pellicola di produzione messicana di genere horror e drammatico.

## Trama
Durante una lezione in cui l'insegnante ha chiesto alla classe di scrivere delle fiabe, Estrella si ritrova coinvolta in una sparatoria. I criminali non entrano nella sua classe, ma la paura è tanta, dunque la sua maestra le regala tre pezzi di gesso dicendole che le avrebbe dato il potere di esprimere tre desideri. Rientrata a casa, non senza aver visto altra violenza, la ragazzina scopre che sua madre è scomparsa: il giorno dopo prova a farla tornare esprimendo il primo desiderio, tuttavia riesce soltanto a evocare il suo fantasma che le intima di scappare prima che chi l'ha uccisa torni per lei. Dopo aver subito un furto da parte di un altro ragazzino rimasto orfano, Estrella chiede proprio alla sua banda cibo e compagnia: il capo Shine non la vuole, tuttavia il resto del gruppo chiede venga accolta. La convivenza fra di loro inizia non senza difficoltà, tuttavia Estrella riesce presto a legare con gli altri bambini; presto la ragazza scopre di come loro abbiano rubato anche una pistola e un cellulare a un criminale locale (Caco), che insieme a suo fratello è intenzionato a ucciderli.
Incalzata da Shine, Estrella accetta di entrare in casa di Caco per ucciderlo con la sua stessa pistola: la ragazza esprime il suo secondo desiderio per riuscire a compiere il gesto, tuttavia dopo aver esploso un colpo a vuoto fugge via spaventata, raccontando a tutti di aver ucciso Caco. Il giorno dopo, lo spirito di sua madre l'avverte che Caco è stato assassinato davvero e che presto l'assassino del criminale si metterà sulle sue tracce. La ragazza convince allora il resto della compagnia ad andare via: allontanandosi dalla loro base, i ragazzi si imbattono in un'altra banda alla quale raccontano di come Estrella abbia ucciso Caco. Dopo poco il gruppo trova una grande casa abbandonata, ricca di spazi che non avrebbero mai sognato di poter occupare: iniziano finalmente delle giornate spensierate, in cui Estrella ha finalmente modo di legare con Shine e di raccontargli del gesso dei tre desideri. Shine le racconta la sua storia personale per poi chiederle di guarire una bruciatura creatasi in seguito all'omicidio di sua madre, tuttavia la ragazza si rifiuta, affermando che ogni volta che esprime un desiderio accade sempre qualcosa di negativo.
Shine è comunque scettico sul reale funzionamento del gesso: il ragazzino afferma che cose del genere sono soltanto frutto della fantasia umana, così come la storia di una tigre coraggiosa che lui ha spesso raccontato ai suoi compagni. Nei giorni successivi i ragazzi vengono scovati dai criminali, i quali riescono a ferire gravemente il piccolo Morrito: una volta fuggiti, Shine rivela al gruppo come il telefonino sottratto a Caco contenga materiale che ritrae il boss e aspirante politico El Chino mentre uccide una donna. Estrella decide allora di contattare il boss tramite il telefonino e ricattarlo affinché fermi i criminali che danno loro la caccia in cambio del telefonino. Il criminale accetta, rivelando a tutti di essere il vero assassino di Caco. Questa rivelazione indispone tutti gli altri verso Estrella, spingendoli a lasciarla da sola col morente Morro. Una volta sola, a ridosso della morte del piccolo compagno, Estrella riceve una visita da parte di tutte le vittime di El Chino e la sua banda, inclusa sua madre: le anime le chiedono di consegnare loro il malavitoso.
I ragazzi si recano nel luogo dell'appuntamento con El Chino: questi uccide i suoi complici in cambio del telefonino, lasciando quindi che i ragazzini vadano via. Shine ha tuttavia consegnato un altro cellulare al criminale perché resosi conto di come il video dell'omicidio ritragga in realtà la madre di Estrella. Una volta ricevuta tale rivelazione, la ragazzina decide di vendicare sua madre: prima di andare esprime come ultimo desiderio che la bruciatura di Shine svanisca, tuttavia un attimo dopo il ragazzino viene raggiunto da un proiettile di El Chino, intenzionato a eliminarli tutti dopo aver scoperto che il telefonino ricevuto non era quello che poteva incriminarlo. Dopo essere scappata via per alcuni minuti, Estrella riesce ad attirare il malavitoso in una stanza e chiuderlo dentro: l'uomo viene quindi aggredito dai fantasmi delle sue vittime. Estrella viene dunque raggiunta dal fantasma di Shine, che dà fuoco al corpo di Chino così come lui aveva bruciato la sua abitazione. Estrella è finalmente libera di correre via verso una nuova vita.

## Distribuzione
Il film è stato presentato per la prima volta al Fantastic Fest 2017, per poi venire distribuito nei cinema messicani nei mesi successivi. A partire dal 2019 l'opera è stata doppiata in altre lingue e distribuita al di fuori dal mercato nazionale.

## Accoglienza

### Incassi
Il film ha incassato 576.164 dollari al botteghino.

### Critica
Sull'aggregatore Rotten Tomatoes il film riceve il 97% delle recensioni professionali positive con un voto medio di 8,22 su 10 basato su 98 critiche, mentre su Metacritic ottiene un punteggio di 77 su 100 basato su 10 critiche.
Il film ha ottenuto un ottimo responso anche da alcuni dei principali esponenti cinematografici e letterari del genere horror come Guillermo Del Toro e Stephen King.

## Riconoscimenti
Il film ha vinto due Premi Ariel, rispettivamente nelle categorie "miglior trucco" e "miglior attore esordiente" per Juan Ramón López.